# アメリカ陸軍スノー・プラウSN-87号
アメリカ陸軍スノー・プラウSN-87号（アメリカりくぐんスノープラウSN-87ごう、英: United States Army Snow Plow No. SN-87）は、アメリカ合衆国アーカンソー州ジェファーソン郡パイン・ブラフにあるアーカンソー鉄道博物館 (Arkansas Railroad Museum) のコレクションの一部である、歴史的な鉄道のスノー・プラウである。
SN-87号は、トラックの対として取り付けられる、74,000ポンドのくさび形プラウであり、アメリカ陸軍との契約に基づき、インディアナ州イースト・シカゴ (East Chicago) のO・F・ジョーダン社 (O.F. Jordan Company) によって、1953年に造られた。
1990年まで、陸軍によってSN-87号が使用されており、その後博物館にSN-87号が寄贈された。
2007年に、SN-87号が国家歴史登録財に記載された。